# Schlacht an der Nen-Jiang-Brücke
Schlacht an der Nen-Jiang-Brücke – Jiangqiao-Kampagne – Eroberung von Jinzhou – Schlacht von Harbin
Die Schlacht an der Nen-Jiang-Brücke war eine kleine Schlacht zwischen der chinesischen Nationalrevolutionären Armee und der Kaiserlich Japanischen Armee sowie mit ihr kollaborierenden mandschurischen Truppen im Zuge der japanischen Invasion der Mandschurei im Vorfeld des Zweiten Sino-Japanischen Krieges. Sie markierte den Beginn der japanischen Jiangqiao-Kampagne.

## Hintergrund
Anfang November 1931 beschloss der regierende Gouverneur der Provinz Heilongjiang, General Ma Zhanshan, das von der Kuomintangregierung verkündete Widerstandsverbot gegen die japanische Besetzung der Mandschurei zu missachten. Um die japanischen Truppen am Einmarsch in Heilongjiang zu hindern, beschloss Ma die Japaner an einer strategisch wichtigen Eisenbahnbrücke über den Fluss Nen Jiang aufzuhalten. Diese war von Mas Truppen in einem früheren Gefecht mit den Truppen des mit Japan kollaborierenden Generals Zhang Haipeng gesprengt worden und sollte von der japanischen Armee zur Unterstützung des Vormarsches wieder aufgebaut werden.

## Verlauf
Am 4. November 1931 machte sich eine Reparaturtruppe, geschützt von 800 japanischen Soldaten, an die Arbeit. Eine in der Nähe befindliche chinesische Truppe von 2.500 Soldaten unter dem Befehl von Ma Zhanshan begann sich daraufhin der Brücke zu nähern. Laut japanischen Angaben begannen die chinesischen Truppen am Nachmittag, als dichter Nebel herrschte, die Japaner mit Gewehren und Maschinengewehren zu beschießen, welches diese erwiderten. Die chinesische Seite wiederum beschuldigte die Japaner, das Feuer grundlos eröffnet zu haben. Die Kämpfe dauerten etwa drei Stunden, bevor ein japanischer Vorstoß auf das andere Ufer des Flusses die Truppen Mas zum Rückzug zwang.
Ma kehrte später mit einer erheblich größeren Truppe zurück, konnte die Brücke aber nicht zurückerobern und war erneut zum Rückzug nach Tsitsihar gezwungen. Es ist nicht klar, ob die japanischen Soldaten dabei von Panzern und Artillerie unterstützt wurden.

## Folgen
Die Japaner konnten die Brücke reparieren und so den Vormarsch ihrer Truppen und gepanzerten Züge erheblich beschleunigen.
Trotz seiner Niederlage im Kampf um die Brücke wurde Ma Zhanshan von der chinesischen und internationalen Presse zum Helden hochstilisiert, da er es gewagt hatte, sich dem japanischen Vormarsch ohne Rückendeckung aus Nanjing in den Weg zu stellen. Nach der Schlacht kam es zu einem vermehrten Zustrom von Freiwilligen in die Antijapanischen Freiwilligenarmeen in der Mandschurei. Diese Truppen waren zwar keine wirkliche Bedrohung für den japanischen Vormarsch, allerdings stellten sie im Verlauf des Jahres 1932 ein ernstes Problem bei der Befriedung von Mandschukuo dar.